# Élisabeth Taburet-Delahaye
Pour les articles homonymes, voir Delahaye et Taburet.
Élisabeth Taburet-Delahaye née le 12 juin 1952 à Paris  est une historienne et conservatricee française.

## Biographie
Élisabeth Taburet-Delahaye obtient son doctorat en art et archéologie de l'université de Paris X en 1989.
Conservatrice du patrimoine, elle est nommée directrice du musée national du Moyen Âge - Thermes et hôtel de Cluny en novembre 2005. Séverine Lepape lui succède en septembre 2019.

## Publications

### Ouvrages
- (Avec Élisabeth Delahaye) Les Ivoires du Musée de Cluny du Musée national du Moyen âge-Thermes et Hôtel de Cluny, Réunion des Musées Nationaux, 1981
- Artistes et métiers du Moyen-âge, 1988
- L'Orfèvrerie gothique au musée de Cluny, Réunion des Musées Nationaux, 1989.  (ISBN 978-2711822805)
- Arts précieux du Moyen âge, Réunion des Musées Nationaux, 1993
- (avec Danielle Gaborit-Chopin) Le Trésor de Conques, Réunion des Musées Nationaux, 2001.  (ISBN 2858226636)
- La France en 1400, Réunion des Musées Nationaux, 2004.  (ISBN 271184725X)
- (directrice de publication) Paris 1400. Les arts sous Charles VI, Fayard/RMN, 2004, p. 413.  (ISBN 2213620229)
- Thermes et Hôtel de Cluny-Musée national du Moyen âge: œuvres nouvelles, 1995-2005, Paris, 2006
- Elisabeth Taburet-Delahaye (dir.), Geneviève Bresc-Bautier (dir.) et Thierry Crépin-Leblond (dir.), France 1500 : Entre Moyen Age et Renaissance : Catalogue de l’exposition du Grand Palais à Paris,  6 octobre 2010-10 janvier 2011, Paris, Réunion des Musées nationaux, 2010, 399 p. (ISBN 978-2-7118-5699-2)
- (avec Michel Pastoureau) Les Secrets de la licorne, 2013.  (ISBN 2711861120)
- Geneviève Bresc-Bautier, Thierry Crépin-Leblond et Elisabeth Taburet-Delahaye, La France et l'Europe autour de 1500. Croisements et échanges artistiques, Paris, École du Louvre, 2015, 320 p. (ISBN 978-2-904187-39-1)

### Articles
- Avec Andreas Beyer, Francis Croissant, Sophie Krebs, Henri Zerner et Olivier Bonfait, « Schèmes de périodisation en histoire de l’art : enjeux intellectuels et pratiques publiques », Perspective, 4 | 2008, 621-638 [mis en ligne le 11 avril 2018, consulté le 07 février 2022. URL : http://journals.openedition.org/perspective/2667 ; DOI : https://doi.org/10.4000/perspective.2667].